# Chimaeradasys
Genre
Chimaeradasys est un genre de gastrotriches de la famille des Thaumastodermatidae.

## Liste des espèces
Selon World Register of Marine Species (25 juin 2025) :
- Chimaeradasys oligotubulatus Kieneke & Todaro, 2020
- Chimaeradasys polytubulatus Kieneke & Todaro, 2020

## Systématique
Ce genre a été décrit en 2020 par Kieneke (d) et Todaro (d).

## Publication originale
- (en) Kieneke et Todaro, « Discovery of two 'chimeric' Gastrotricha and their systematic placement based on an integrative approach », Zoological Journal of the Linnean Society, 2020, vol. 192, no 3, p. 710-735.